# Maria Teresa de Filippis
Maria Teresa de Filippis (11 de novembro de 1926 — 8 de janeiro de 2016) foi uma piloto profissional de automóveis italiana, a primeira mulher a pilotar um carro de Fórmula 1.

## Carreira
Começou a correr aos 22 anos de idade por conta de uma aposta com dois de seus irmãos, que não acreditavam que ela pudesse ser veloz. Depois de ser vice-campeã no campeonato italiano, foi contratada pela Maserati para disputar corridas pela equipe e em 1958 estreou na categoria máxima do automobilismo mundial. Ela tentou se classificar para cinco grandes prêmios, quatro deles pela equipe Maserati e um pela Porsche. Classificou-se para três deles. Sua melhor atuação foi em sua segunda corrida, na Bélgica em 1958, quando largou em 15ª e terminou em 10ª.
No Grande Prêmio da França de 1958, a piloto foi proibida de correr por ser mulher. O diretor de provas, Toto Roche, foi à conferência de imprensa, mostrou uma grande fotografia da Maria Teresa e afirmou que “uma jovem tão bonita como aquela não deveria usar nenhum capacete a não ser o secador do cabeleireiro.” Quando soube, Maria ficou furiosa e disse que se o visse pela frente o teria esmurrado.
Maria parou de correr em 1959, casou-se e teve uma filha no ano seguinte. Em 1979, juntou-se ao International Club of Former F1 Grand Prix Drivers (Clube Internacional de Ex-Pilotos de Fórmula 1). Foi vice-presidente do clube desde 1997 e presidente do clube de Maserati. Teve dois netos e morava perto de Milão. Faleceu em 9 de janeiro de 2016.

## Resultados na Fórmula 1
(Legenda)
| Ano  | Equipe                   | Chassi                 | Motor             | 1        | 2        | 3   | 4   | 5        | 6   | 7   | 8   | 9         | 10        | 11  | Pontos | Posição  |
| ---- | ------------------------ | ---------------------- | ----------------- | -------- | -------- | --- | --- | -------- | --- | --- | --- | --------- | --------- | --- | ------ | -------- |
| 1958 | Maria-Teresa de Filippis | Maserati 250F          | Maserati 250F1 L6 | ARG      | MON NQ P | NED | 500 | BEL 10 P | FRA | GBR | GER |           | ITA Ret P | MAR | 0      | NC (36º) |
| 1958 | Scuderia Centro Sud      | Maserati 250F          | Maserati 250F1 L6 | ARG      |          | NED | 500 |          | FRA | GBR | GER | POR Ret P |           | MAR | 0      | NC (36º) |
| 1959 | Behra-Porsche            | Behra-Porsche RSK (F2) | Porsche 547/3 F4  | MON NQ D | 500      | NED | FRA | GBR      | GER | POR | ITA | USA       |           |     | -      | -        |